# Maparah
Maparah is een bestuurslaag in het regentschap Ciamis van de provincie West-Java, Indonesië. Maparah telt 8190 inwoners (volkstelling 2010).